# Mistrzostwa Świata w Piłce Nożnej 2002 (eliminacje strefy CONCACAF)
Eliminacje strefy CONCACAF do Mistrzostw Świata w piłce nożnej 2002, trwały od 2000 do 2001 roku i miały na celu wyłonienie trzech reprezentacji, które reprezentowały strefę na turnieju w Japonii i Korei Południowej.
Do rozgrywek przystąpiło łącznie 35 reprezentacji zrzeszonych w konfederacji CONCACAF. Meksyk, USA, Jamajka i Kostaryka jako najwyżej sklasyfikowane drużyny w rankingu FIFA otrzymały od razu prawo gry w fazie półfinału, natomiast Kanada rozpoczęła zmagania od baraży o półfinały. Pozostałych 30 reprezentacji zostało podzielonych według położenia geograficznego. W ten sposób w strefie Karaibów znalazły się 24 zespoły podzielone na 3 grupy po 8 reprezentacji każda. W każdej z grup rozegrany został turniej w systemie pucharowym (przegrany dwumeczu odpada). Zwycięzcy rywalizacji w każdej z grup uzyskiwali awans do fazy półfinałowej, natomiast reprezentacja pokonana w finałowym meczu musiała rywalizować w barażach o półfinał. W strefie Ameryki Środkowej znalazło się 6 reprezentacji, które zostały podzielone na dwie grupy po 3 zespoły. Rywalizowano systemem każdy z każdym po dwa mecze (jeden "u siebie", drugi "na wyjeździe"). Podobnie jak w strefie Karaibów zwycięzcy grup przechodzili bezpośrednio do fazy półfinałowej, a zespoły z drugiego miejsca grały w barażu o półfinał. W barażach o półfinał sześć zespołów zostało podzielonych na 3 pary na zasadzie drużyna z Karaibów przeciwko drużynie z Ameryki Środkowej, bądź Ameryki Północnej. W tych parach rozgrywany był dwumecz, a lepszy z pary przechodził do fazy półfinałowej.
W fazie półfinałowej 12 zespołów zostało podzielonych na 3 grupy po 4 zespoły w każdej. Grano systemem kołowym na zasadzie mecz i rewanż, a dwa najlepsze zespoły z każdej grupy przechodziły do fazy finałowej.
W fazie finałowej 6 zespołów rywalizowało ze sobą w systemie kołowym na zasadzie mecz i rewanż. Najlepsze trzy zespoły tej rundy awansowały do Mistrzostw Świata.

## Strefa Karaibów

### Grupa 1
Ćwierćfinały
| Drużyna 1                            | Wynik dwumeczu | Drużyna 2 | Pierwszy mecz | Drugi mecz |
| ------------------------------------ | -------------- | --------- | ------------- | ---------- |
| Kuba                                 | 4:0            | Kajmany   | 4:0           | 0:0        |
| Saint Lucia                          | 1:1 (k. 1:3)   | Surinam   | 1:0           | 0:1 (pd.)  |
| Aruba                                | 6:4            | Portoryko | 4:2           | 2:2        |
| Barbados                             | 5:4            | Grenada   | 2:2           | 3:2 (pd.)  |
| Po lewej gospodarz pierwszego meczu. |                |           |               |            |

Półfinały
| Drużyna 1                            | Wynik dwumeczu | Drużyna 2 | Pierwszy mecz | Drugi mecz |
| ------------------------------------ | -------------- | --------- | ------------- | ---------- |
| Kuba                                 | 1:0            | Surinam   | 1:0           | 0:0        |
| Aruba                                | 1:7            | Barbados  | 1:3           | 0:4        |
| Po lewej gospodarz pierwszego meczu. |                |           |               |            |

Finał
| Drużyna 1                            | Wynik dwumeczu | Drużyna 2 | Pierwszy mecz | Drugi mecz |
| ------------------------------------ | -------------- | --------- | ------------- | ---------- |
| Kuba                                 | 2:2 (k. 4:5)   | Barbados  | 1:1           | 1:1 (pd.)  |
| Po lewej gospodarz pierwszego meczu. |                |           |               |            |

### Grupa 2
Ćwierćfinały
| Drużyna 1                            | Wynik dwumeczu | Drużyna 2                            | Pierwszy mecz | Drugi mecz |
| ------------------------------------ | -------------- | ------------------------------------ | ------------- | ---------- |
| Brytyjskie Wyspy Dziewicze           | 1:14           | Bermudy                              | 1:5           | 0:9        |
| Saint Vincent i Grenadyny            | 14:1           | Wyspy Dziewicze Stanów Zjednoczonych | 9:0           | 5:1        |
| Saint Kitts i Nevis                  | 14:0           | Turks i Caicos                       | 8:0           | 6:0        |
| Po lewej gospodarz pierwszego meczu. |                |                                      |               |            |

W pierwszej rundzie Gujana została zawieszona przez FIFA. Antigua i Barbuda awansowała bez gry do 2 rundy.
Półfinały
| Drużyna 1                            | Wynik dwumeczu | Drużyna 2           | Pierwszy mecz | Drugi mecz |
| ------------------------------------ | -------------- | ------------------- | ------------- | ---------- |
| Antigua i Barbuda                    | 1:1 (br.wyj.)  | Bermudy             | 0:0           | 1:1        |
| Saint Vincent i Grenadyny            | 3:1            | Saint Kitts i Nevis | 1:0           | 2:1        |
| Po lewej gospodarz pierwszego meczu. |                |                     |               |            |

Finał
| Drużyna 1                            | Wynik dwumeczu | Drużyna 2                 | Pierwszy mecz | Drugi mecz |
| ------------------------------------ | -------------- | ------------------------- | ------------- | ---------- |
| Antigua i Barbuda                    | 2:5            | Saint Vincent i Grenadyny | 2:1           | 0:4        |
| Po lewej gospodarz pierwszego meczu. |                |                           |               |            |

### Grupa 3
Ćwierćfinały
| Drużyna 1                            | Wynik dwumeczu | Drużyna 2           | Pierwszy mecz | Drugi mecz |
| ------------------------------------ | -------------- | ------------------- | ------------- | ---------- |
| Trynidad i Tobago                    | 6:1            | Antyle Holenderskie | 5:0           | 1:1        |
| Dominikana                           | 6:1            | Montserrat          | 3:0           | 3:1        |
| Haiti                                | 7:1            | Dominika            | 4:0           | 3:1        |
| Anguilla                             | 2:5            | Bahamy              | 1:3           | 1:2        |
| Po lewej gospodarz pierwszego meczu. |                |                     |               |            |

Półfinały
| Drużyna 1                            | Wynik dwumeczu | Drużyna 2  | Pierwszy mecz | Drugi mecz |
| ------------------------------------ | -------------- | ---------- | ------------- | ---------- |
| Trynidad i Tobago                    | 4:0            | Dominikana | 3:0           | 1:0        |
| Haiti                                | 13:0           | Bahamy     | 9:0           | 4:0        |
| Po lewej gospodarz pierwszego meczu. |                |            |               |            |

Finał
| Drużyna 1                            | Wynik dwumeczu | Drużyna 2 | Pierwszy mecz | Drugi mecz |
| ------------------------------------ | -------------- | --------- | ------------- | ---------- |
| Trynidad i Tobago                    | 4:2            | Haiti     | 3:1           | 1:1        |
| Po lewej gospodarz pierwszego meczu. |                |           |               |            |

## Strefa Ameryki Środkowej
| Oznaczenia kolorów w tabelach      | Oznaczenia kolorów w tabelach |
| ---------------------------------- | ----------------------------- |
| Awans do fazy półfinałowej         |                               |
| Awans do baraży o fazę półfinałową |                               |

### Grupa A
| Drużyna   | M | Z | R | P | Br+ | Br- | +/- | Pkt |
| --------- | - | - | - | - | --- | --- | --- | --- |
| Salwador  | 4 | 3 | 1 | 0 | 10  | 2   | +8  | 10  |
| Gwatemala | 4 | 1 | 2 | 1 | 3   | 3   | 0   | 5   |
| Belize    | 4 | 0 | 1 | 3 | 2   | 10  | −8  | 1   |

|           | Belize | Salwador | Gwatemala |
| --------- | ------ | -------- | --------- |
| Belize    | –      | 1–3      | 1–2       |
| Salwador  | 5–0    | –        | 1–1       |
| Gwatemala | 0–0    | 0–1      | –         |

### Grupa B
| Drużyna   | M | Z | R | P | Br+ | Br- | +/- | Pkt |
| --------- | - | - | - | - | --- | --- | --- | --- |
| Panama    | 4 | 3 | 0 | 1 | 8   | 3   | +5  | 9   |
| Honduras  | 4 | 3 | 0 | 1 | 7   | 2   | +5  | 9   |
| Nikaragua | 4 | 0 | 0 | 4 | 0   | 10  | −10 | 0   |

|           | Honduras | Nikaragua | Panama |
| --------- | -------- | --------- | ------ |
| Honduras  | –        | 3–0       | 3–1    |
| Nikaragua | 0–1      | –         | 0–2    |
| Panama    | 1–0      | 4–0       | –      |

## Baraże o półfinały
| Drużyna 1                            | Wynik dwumeczu | Drużyna 2 | Pierwszy mecz | Drugi mecz |
| ------------------------------------ | -------------- | --------- | ------------- | ---------- |
| Kuba                                 | 0:1            | Kanada    | 0:1           | 0:0        |
| Antigua i Barbuda                    | 1:9            | Gwatemala | 0:1           | 1:8        |
| Honduras                             | 7:1            | Haiti     | 4:0           | 3:1        |
| Po lewej gospodarz pierwszego meczu. |                |           |               |            |

## Półfinały
| Oznaczenia kolorów w tabelach | Oznaczenia kolorów w tabelach |
| ----------------------------- | ----------------------------- |
| Awans do fazy finałowej       |                               |

### Grupa 1
| Drużyna           | M | Z | R | P | Br+ | Br- | +/- | Pkt |
| ----------------- | - | - | - | - | --- | --- | --- | --- |
| Trynidad i Tobago | 6 | 5 | 0 | 1 | 14  | 7   | +7  | 15  |
| Meksyk            | 6 | 4 | 1 | 1 | 17  | 2   | +15 | 13  |
| Kanada            | 6 | 1 | 2 | 3 | 1   | 8   | −7  | 5   |
| Panama            | 6 | 0 | 1 | 5 | 1   | 16  | −15 | 1   |

|                   | Kanada | Meksyk | Panama | Trynidad i Tobago |
| ----------------- | ------ | ------ | ------ | ----------------- |
| Kanada            | –      | 0–0    | 1–0    | 0–2               |
| Meksyk            | 2–0    | –      | 7–1    | 7–0               |
| Panama            | 0–0    | 0–1    | –      | 0–1               |
| Trinidad i Tobago | 4–0    | 1–0    | 6–0    | –                 |

### Grupa 2
| Drużyna                   | M | Z | R | P | Br+ | Br- | +/- | Pkt |
| ------------------------- | - | - | - | - | --- | --- | --- | --- |
| Honduras                  | 6 | 5 | 0 | 1 | 25  | 5   | +20 | 15  |
| Jamajka                   | 6 | 4 | 0 | 2 | 7   | 4   | +3  | 12  |
| Salwador                  | 6 | 3 | 0 | 3 | 13  | 13  | 0   | 9   |
| Saint Vincent i Grenadyny | 6 | 0 | 0 | 6 | 2   | 25  | -23 | 0   |

|                           | Salwador | Honduras | Jamajka | Saint Vincent i Grenadyny |
| ------------------------- | -------- | -------- | ------- | ------------------------- |
| Salwador                  | –        | 2–5      | 2–0     | 7–1                       |
| Honduras                  | 5–0      | –        | 1–0     | 6–0                       |
| Jamajka                   | 1–0      | 3–1      | –       | 2–0                       |
| Saint Vincent i Grenadyny | 1–2      | 0–7      | 0–1     | –                         |

### Grupa 3
| Drużyna           | M | Z | R | P | Br+ | Br− | +/− | Pkt |
| ----------------- | - | - | - | - | --- | --- | --- | --- |
| Stany Zjednoczone | 6 | 3 | 2 | 1 | 14  | 3   | +11 | 11  |
| Kostaryka         | 6 | 3 | 1 | 2 | 9   | 6   | +3  | 10  |
| Gwatemala         | 6 | 3 | 1 | 2 | 9   | 6   | +3  | 10  |
| Barbados          | 6 | 1 | 0 | 5 | 3   | 20  | −17 | 3   |

|           | Barbados | Kostaryka | Gwatemala | Stany Zjednoczone |
| --------- | -------- | --------- | --------- | ----------------- |
| Barbados  | –        | 2–1       | 1–3       | 0–4               |
| Kostaryka | 3–0      | –         | 2–1       | 2–1               |
| Gwatemala | 2–0      | 2–1       | –         | 1–1               |
| USA       | 7–0      | 0–0       | 1–0       | –                 |

Kostaryka i Gwatemala zakończyły tę fazę z identycznym dorobkiem punktowym, różnicą bramek, liczbą bramek strzelonych i remisem w meczach bezpośrednich. O awansie do kolejnej rundy zdecydował dodatkowy mecz na neutralnym terenie, który Kostaryka wygrała 5-2.

## Faza finałowa
| Drużyna           | M  | Z | R | P | Br+ | Br- | +/- | Pkt |
| ----------------- | -- | - | - | - | --- | --- | --- | --- |
| Kostaryka         | 10 | 7 | 2 | 1 | 17  | 7   | +10 | 23  |
| Meksyk            | 10 | 5 | 2 | 3 | 16  | 9   | +7  | 17  |
| Stany Zjednoczone | 10 | 5 | 2 | 3 | 11  | 8   | +3  | 17  |
| Honduras          | 10 | 4 | 2 | 4 | 17  | 17  | 0   | 14  |
| Jamajka           | 10 | 2 | 2 | 6 | 7   | 14  | -7  | 8   |
| Trynidad i Tobago | 10 | 1 | 2 | 7 | 5   | 18  | -13 | 5   |

|                   | Kostaryka | Honduras | Jamajka | Meksyk | Trynidad i Tobago | Stany Zjednoczone |
| ----------------- | --------- | -------- | ------- | ------ | ----------------- | ----------------- |
| Kostaryka         | —         | 2–2      | 2–1     | 0–0    | 3–0               | 2–0               |
| Honduras          | 2–3       | —        | 1–0     | 3–1    | 0–1               | 1–2               |
| Jamajka           | 0–1       | 1–1      | —       | 1–2    | 1–0               | 0–0               |
| Meksyk            | 1–2       | 3–0      | 4–0     | —      | 3–0               | 1–0               |
| Trynidad i Tobago | 0–2       | 2–4      | 1–2     | 1–1    | —                 | 0–0               |
| Stany Zjednoczone | 1–0       | 2–3      | 2–1     | 2–0    | 2–0               | —                 |